# Habilidad fragmentada
Una habilidad fragmentada es una "capacidad para realizar una tarea específica que no se generaliza a otras tareas", según Occupational Therapy for Physical Dysfunction. Cheatum y Hammond las definen como habilidades aprendidas que están por encima de la edad del niño. Jacks escribe que son habilidades que no son "una parte integral del desarrollo secuencial ordenado"; es decir, habilidades que se dominan antes de lo esperado en términos de desarrollo.
Según Ayres y Robbins, un ejemplo es "la capacidad de tocar una pieza en particular en el piano sin tener la capacidad generalizada de tocar el piano".